# El Madmo
El Madmo ist eine US-amerikanische Punkband mit Maddie (Norah Jones), El (Daru Oda) und Mo (Andrew Borger). 
Gegründet wurde die Band zuerst als Spaß-Projekt. Norah Jones konnte in ihrer Verkleidung inkognito auftreten und so ein Stück Freiheit ausleben, was sie solo auf Grund ihrer Bekanntheit nicht mehr konnte.
Am 20. Mai 2008 erschien ihr erstes Album EL MADMO auf dem Label Team Love Records, einem Label von Conor Oberst.

## Diskografie
Alben
- 2007: 10 Song Demo (unveröffentlicht)
- 2008: EL MADMO

Kollaborationen
- 2006: Brooklyn Boogaloo Blowout - Who Burnt The Bacon? (Titel: Day And Night)